# BBC Television
BBC Television est l'un des départements principaux de la British Broadcasting Corporation (BBC). Il gère, finance et organise les programmes télévisés diffusés sur les nombreuses chaînes de télévision de la BBC.

## Historique
La BBC, service public validé par charte royale depuis 1927, produit ses propres programmes télévisés depuis 1932, bien que le début de la diffusion régulière des programmes date de 1936.

## Financement
Les chaînes de la BBC ne comportent pas de publicité : elles sont financées par la redevance audiovisuelle (Television licence fee) que les téléspectateurs payent chaque année.
Les seules publicités diffusés sur les antennes de la BBC à raison d'un spot à la fois ne concernent que les produits de la BBC.

## Chaînes de BBC Television

### Chaînes du Royaume-Uni
Analogiques et numériques
- BBC One
- BBC Two

Uniquement numériques
- BBC Three
- BBC Four
- BBC HD
- BBC Parliament
- BBC News
- CBBC Channel
- CBeebies
- BBC Alba

### Chaînes internationales
- BBC America
- BBC Arabic
- BBC Canada
- BBC Entertainment
- BBC France
- BBC Germany
- BBC Kids
- BBC Knowledge
- BBC Lifestyle
- BBC Persian
- BBC World News

### Chaînes locales
- BBC One Scotland
- BBC Two Scotland
- BBC One Wales
- BBC Two Wales
- BBC One Northern Ireland
- BBC Two Northern Ireland

### Chaînes en association
- Animal Planet (avec Discovery Communications Inc. aux États-Unis)
- People+Arts (avec Discovery Communications Inc. aux États-Unis)
- UK.TV (avec FremantleMedia en Australasie)